# Drotops
Drotops – rodzaj stawonogów z wymarłej gromady trylobitów, z rzędu Phacopida. Żył w okresie dewonu. Jego skamieniałości znaleziono w Maroku
Gatunki:
- Drotops armatus
- Drotops megalomanicus